# Génesis (álbum de Evergreen)
Génesis es el primer disco del Grupo Evergreen fue publicado el 1 de noviembre de 2014 por el sello Pat Wreck; grabado en los meses de septiembre y octubre de 2014.
Siendo este el Primer Trabajo en Estudio del Grupo, de este disco se destacan canciones como: "Dispara", "Resistir o Aguantar", "Una vez Mas". Además contó con la Asistencia y Participación de Patrick y Gonz Steve (Smitten/The Patrones) tanto en la producción como en lo musical. 

## Situación Previa
En 2013 la banda se encontraba grabando su primer Demo, el cual contendría alguna de las canciones que, posteriormente, estaría en Génesis.
El primer adelanto de este en el cual contenía las canciones "Mi Verdad (La vez que Superman no pudo rescatar a Luisa Lane)", "Resistir o Aguantar" y "Genesis". Posteriormente este proyecto se estancaria debido a la separación del grupo. Cabe destacar que en este demo participó Juan Miño (guitarra líder) quien luego no volvería al grupo.
Posteriormente, Shosu vuelve a reactivar la idea de una producción propia, en este caso se buscaría grabar un EP con 4 Canciones las cuales serían "Optimismo","Mi Verdad","Resistir o Aguantar" y "Dispara" pero debido a que el grupo aun seguía separado Shosu Diaz opto por grabar todo el o al menos eso se cuenta; más adelante se sumarían las 2 canciones Restantes: "Una vez Mas" (Canción surgida en los primeros ensayos) y "Génesis" Canción la cual primeramente salió en el disco de The Shosu Proyect pero en versión acústica en este caso se regrabaria con Batería e Instrumentación eléctrica igualmente la versión acústica (Original) sería Incluida como Bonus Track.

## Lista de canciones
1. Optimismo
2. Resistir o Aguantar
3. Dispara
4. Génesis
5. Una vez Más
6. Mi Verdad (La vez que Superman no pudo rescatar a Luisa Lane)
7. Génesis (Acústico) [Bonus Track]

## Músicos
- Shosu Diaz- Guitarra y voz
- Tomas Moreno- Guitarra líder
- Ezequiel Mond- Bajo
- Diego "Pitu" Labanca- Batería[1]
- Gonzi Steve & Patrick Steve- Guitarras & coros en "Génesis" (Acústico)